# Le Mépris
Le Mépris ("El menyspreu") és una pel·lícula francesa de 1963 basada en la novel·la homònima d'Alberto Moravia. Fou dirigida per Jean-Luc Godard i protagonitzada per Brigitte Bardot i Michel Piccoli amb l'aparició del director Fritz Lang interpretant-se a si mateix. Va ser filmada a l'espectacular Villa Malaparte projectada per Adalberto Libera, a Capri.

## Argument
El productor americà Jeremy Prokosch (Jack Palance) encarrega a Fritz Lang la direcció d'una adaptació al cinema de l'Odissea d'Homer. Descontent amb el resultat, encarrega a Paul Javal (Michel Piccoli), un escriptor de teatre, reeditar el guió. Arran d'això els camins de Paul, la seva jove esposa Camille (Brigitte Bardot), el productor i la seva secretària Francesca Vanini (Giorgia Moll) s'entrellaçaran, deteriorant-se cada vegada més la relació de la parella a causa de la falta de gelosia per part d'ell i de l'interès de Prokosch cap a Camille. La seva història s'entrellaçarà amb la de Penélope i Ulisses a l'Odissea, les aspiracions artístiques de Paul i l'evolució dels sentiments de Camille.

## Relació amb la novel·la
Com explica Víctor Conenna en la Revista Letraceluloide, la versió de Jean-Luc Godard s'allunya de pel·lícules anteriors com Sense alè (1959) i Viure la seva vida (1962) i inaugura una nova etapa d'experimentació i canvi constant que perdura fins avui. Si el plantejament de Moravia suposa un desafiament per a aquells que desitgen portar un text literari al cinema, Godard l'accepta i apuja l'aposta, assumeix la història com a pròpia i la càrrega de sensualitat i erotisme (tasca gens difícil si entre els actors a dirigir es troba Brigitte Bardot en el seu moment de major esplendor). El director, a més, s'encarrega d'homenatjar a Fritz Lang —que en la pel·lícula s'interpreta a si mateix—, gest que constitueix, d'una banda, l'acceptació al voltant de les reflexions que planteja el text i, per un altre, la proclamació, més enllà de les afinitats estètiques entre ell i l'escriptor italià, dels seus principis ètics pel que fa al cinema. Tal vegada és per això que Michel Piccoli —el protagonista de la pel·lícula— declara en el número 632 de Cahiers du Cinema que El menyspreu és una obra completament autobiogràfica de Godard, autobiogràfica d'aquell moment de la seva vida: un moment de dolor, de qüestionament de si mateix enfront de l'amor, de la literatura, del cinema, dels diners.

## Repartiment
- Brigitte Bardot com a Camille Javal
- Michel Piccoli com a Paul Javal
- Jack Palance com a Jeremy Prokosch
- Giorgia Moll com a Francesca Vanini
- Fritz Lang com a ell mateix
- Raoul Coutard com al càmera
- Jean-Luc Godard com a l'ajudant de direcció
- Linda Veras com a sirena